# Areumdaun cheongnyeon Jeon Tae-il
아름다운 청년 전태일 (RR: Areumdaun cheongnyeon Jeon Tae-il; lit. ‘Una bonica joventut, Jeon Tae-il’) és una pel·lícula dramàtica de Corea del Sud de 1995 dirigida per Park Kwang-su i protagonitzada per Moon Sung-keun.

## Sinopsi
La pel·lícula narra, en clau biogràfica, la vida i trajectòria de Jeon Tae-il, un treballador de costura sud-coreà de 22 anys que, el 13 de desembre de 1970 decideix protestar contra les males condicions laborals del sector fabril a què pertany mitjançant el suïcidi per immolació. La seva mort va cridar l'atenció sobre les condicions laborals deficients i va ajudar a la formació del moviment sindical a Corea del Sud.

## Premis i nominacions
| Any               | Premi                             | Categoria         | Nominació                         | Resultat             | Ref.  |
| ----------------- | --------------------------------- | ----------------- | --------------------------------- | -------------------- | ----- |
| 1995              | Blue Dragon Film Awards           | Millor pel·lícula | Areumdaun cheongnyeon Jeon Tae-il | Guanyador (ex aequo) | [ 4 ] |
| Millor director   | Park Kwang-su                     | Guanyador         |                                   |                      |       |
| Millor fotografia | Areumdaun cheongnyeon Jeon Tae-il | Guanyador         |                                   |                      |       |
| 1996              | Festival de Berlín                | Os d'Or           | Park Kwang-su                     | Nominat              | [ 5 ] |